# Zuid-Korea op het wereldkampioenschap voetbal 2006
Na het onverwachte en grote succes op het WK 2002, waar onder leiding van Guus Hiddink de vierde plaats werd behaald, waren de verwachtingen voor het aankomende WK hooggespannen in Zuid-Korea. Desondanks had de ploeg moeite zich te plaatsen voor het Wereldkampioenschap. Niet alleen werd er regelmatig puntverlies geleden, maar ook werden drie trainers versleten voordat Dick Advocaat in augustus 2005 als bondscoach werd aangesteld.

## Kwalificatie
In de tweede ronde (groep 7) van de Aziatische Zone (Zuid-Korea hoefde in de eerste ronde niet mee te spelen) was het land de torenhoge favoriet in de poule. De ploeg bezat namelijk veel meer talent en ervaring dan de tegenstanders Libanon, Vietnam en de Maldiven. Desondanks was de ploeg gewaarschuwd. Voor de kwalificatie voor de Asian Cup had het team namelijk al zijn eerste nederlaag ooit geleden tegen Vietnam (1-0).
Desondanks lukte het de ploeg uiteindelijk vrij eenvoudig zich te plaatsen voor de laatste ronde. Ondanks teleurstellende gelijke spelen tegen Libanon (1-1) en de Maldiven (0-0) eindigde de ploeg op de eerste stek, Libanon achter zich latend. De beslissing viel in de laatste wedstrijd van de kwalificatiereeks tegen de Maldiven. Ondanks het feit dat de tegenstander zich kranig verweerde werd het verzet in de tweede helft gebroken en werd een 2-0-overwinning behaald.
Tegen de tijd dat de laatste wedstrijd in de groep was gespeeld had de nationale bond van Zuid-Korea al twee trainers versleten. De serie werd begonnen onder leiding van Humberto Coelho, maar die pakte enkele weken na de 0-0 tegen de Maldiven zijn biezen op. Diens opvolger Sung-Hwa Park besloot zo'n twee maanden later (ondanks de 2-0 winst op Vietnam) dat iemand anders de leiding op zich moest nemen en nam zelf ontslag. Met de successen van de Nederlander Guus Hiddink in het achterhoofd werd besloten op zoek te gaan naar een Nederlandse trainer. Uiteindelijk werd Jo Bonfrère op 18 juni 2004 gepresenteerd als de nieuwe bondscoach. Onder zijn leiding pakte het land 7 punten uit 3 wedstrijden en werd de volgende ronde van de kwalificaties behaald.
In de derde en laatste ronde was het duidelijk dat Zuid-Korea het moeilijk zou gaan krijgen in Groep 1. Ondanks het feit dat 2 (van de 4) teams zich plaatsen voor het WK was het land ingedeeld met enkele gevaarlijke tegenstanders. Al sinds jaar en dag was Saoedi-Arabië een geduchte tegenstander van de Koreanen. Daarnaast werden Oezbekistan en Koeweit gezien als gevaarlijke outsiders.
De eerste wedstrijd verloopt echter voortvarend voor Zuid-Korea. Zonder al te veel moeite wordt in eigen huis met 2-0 van Koeweit gewonnen, terwijl Saoedi-Arabië slechts 1 punt overhoud aan de ontmoeting met Oezbekistan. Zo'n anderhalve maand later maken de Koreanen het zichzelf echter lastig door met 2-0 van de Arabieren te verliezen. Met een beschadigd zelfvertrouwen pakt de ploeg vervolgens heel moeizaam 4 punten in een tweetal wedstrijden tegen Oezbekistan.
Ondanks deze moeizame reeks wedstrijden heeft het land alles nog in eigen hand als op 8 juni 2005 de uitwedstrijd tegen Koeweit op het programma staat. Een overwinning is voldoende om - nog voor de laatste speelronde - kwalificatie voor het WK af te dwingen. Met deze boodschap in het achterhoofd weet het team een verpletterende overwinning van 0-4 binnen te halen. Hiermee weet het land zich verzekerd van de tweede plaats in de poule en kan het met een gerust hard de laatste wedstrijd tegen Saoedi-Arabië afwerken.
De voortijdige kwalificatie ten spijt wordt die wedstrijd zeer teleurstellend afgesloten. In eigen huis wordt met 0-1 verloren. Deze nederlaag wordt Bonfrere zwaar aangerekend en niet veel later wordt hij weggestuurd door de nationale bond. Nog geen week later wordt de nieuwe trainer van het land gepresenteerd: Dick Advocaat. Eens te meer vallen de Koreanen terug op een Nederlander aan het roer.

### Wedstrijden

#### Tweede ronde
| 18 februari 2004 | Zuid-Korea | 2-0 | Libanon    |
| 31 maart 2004    | Malediven  | 0-0 | Zuid-Korea |
| 9 juni 2004      | Zuid-Korea | 2-0 | Vietnam    |
| 8 september 2004 | Vietnam    | 1-2 | Zuid-Korea |
| 13 oktober 2004  | Libanon    | 1-1 | Zuid-Korea |
| 17 november 2004 | Zuid-Korea | 2-0 | Malediven  |

### Ranglijst
| Land       | Wed | Win | Gel | Ver | DV | DT | +/- | Pnt |
| ---------- | --- | --- | --- | --- | -- | -- | --- | --- |
| Zuid-Korea | 6   | 4   | 2   | 0   | 9  | 2  | +7  | 14  |
| Libanon    | 6   | 3   | 2   | 1   | 11 | 5  | +6  | 10  |
| Vietnam    | 6   | 1   | 1   | 4   | 5  | 9  | -4  | 4   |
| Malediven  | 6   | 1   | 1   | 4   | 5  | 14 | -9  | 4   |

* Zuid-Korea plaatst zich voor de derde ronde. Overige landen definitief uitgeschakeld.

#### Derde ronde
| 9 februari 2005  | Zuid-Korea    | 2-0 | Koeweit       |
| 25 maart 2005    | Saoedi-Arabië | 2-0 | Zuid-Korea    |
| 30 maart 2005    | Zuid-Korea    | 2-0 | Oezbekistan   |
| 3 juni 2005      | Oezbekistan   | 1-1 | Zuid-Korea    |
| 8 juni 2005      | Koeweit       | 0-4 | Zuid-Korea    |
| 17 augustus 2005 | Zuid-Korea    | 0-1 | Saoedi-Arabië |

#### Ranglijst
| Land          | Wed | Win | Gel | Ver | DV | DT | +/- | Pnt |
| ------------- | --- | --- | --- | --- | -- | -- | --- | --- |
| Saoedi-Arabië | 6   | 4   | 2   | 0   | 10 | 1  | +9  | 14  |
| Zuid-Korea    | 6   | 3   | 1   | 2   | 9  | 5  | +4  | 10  |
| Oezbekistan   | 6   | 1   | 2   | 3   | 7  | 11 | -4  | 5   |
| Koeweit       | 6   | 1   | 1   | 4   | 4  | 13 | -9  | 4   |

* Saoedi-Arabië en Zuid-Korea plaatsen zich voor het WK. Oezbekistan mag in de play-offs spelen voor een WK-ticket, maar verliest over twee wedstrijden van Bahrein, dat op zijn beurt wordt uitgeschakeld door Trinidad en Tobago.

## Groep G
Togo had zich verrassend geplaatst voor het WK ten koste van Senegal, maar er was grote onrust binnen het team, de extra premies voor deelname aan het toernooi werden niet uitbetaald aan de spelers en ze gingen in staking. Daarop nam de pas aangestelde bondscoach Otto Pfister en zijn assistent Piet Hamberg ontslag, slechts vier dagen voor de eerste wedstrijd. Op het laatste moment besloot Pfister terug te komen en hij zat op de bank tegen Zuid-Korea, waarin Togo in eerste instantie een 1-0
voorsprong nam door een doelpunt van Mohamed Kader. In de 54e minuut werd Jean-Paul Abalo Yaovi uit het veld gestuurd na een tweede gele kaart, uit de daaropvolgende vrije trap scoorde Lee Chun-soo en Togo verloor uiteindelijk met 2-1. Het gesteggel om de premies bleef doorgaan, spelers weigerde in het vliegtuig te stappen op weg naar de tweede wedstrijd tegen Zwitserland, na een 2-0 nederlaag was Togo uitgeschakeld.
Zinedine Zidane, met de Braziliaan Ronaldo de grootste speler van zijn generatie kondigde aan te stoppen met voetbal, het WK-voetbal werd zijn laatste kunstje. Dat toernooi dreigde voor Zidane een blamage te worden, tegen Zwitserland (0-0) en Zuid-Korea (1-1) kon hij zijn stempel niet drukken. Tegen Zuid-Korea werd hij zelfs gewisseld, uit frustratie liet hij trapte hij tegen een deur aan. In beide wedstrijden liep hij tegen een gele kaart aan en hij was geschorst voor de beslissende wedstrijd tegen Togo. Er dreigde een roemloos einde voor de mooie carrière van Zidane, maar een 2-0 zege op Togo was precies genoeg de loopbaan van Zidane te rekken.
Na het eclatante succes van Zuid-Korea, waar het land onder leiding van Guus Hiddink de vierde plaats veroverde versleet de ploeg drie bondscoaches en waren de resultaten matig. Onder leiding van een nieuwe Nederlander, Dick Advocaat hoopte de ploeg weer te kunnen stunten. Na de 2-1 zege op Togo sleepte Zuid-Korea wat gelukkig een gelijkspel uit het vuur tegen Frankrijk, Ji-Sung Park scoorde vlak voor tijd.   De laatste groepswedstrijd tegen Zwitserland moest gewonnen worden om de achtste finales te bereiken, de ploeg verloor met 2-0 en was uitgeschakeld, Advocaat nam afscheid als bondscoach en ging aan de slag bij Zenith Sint-Petersburg. Het degelijke Zwitserland werd groepswinnaar zonder het incasseren van tegendoelpunten.
| Land        | Wed | Win | Gel | Ver | DV | DT | +/− | Pnt |
| ----------- | --- | --- | --- | --- | -- | -- | --- | --- |
| Zwitserland | 3   | 2   | 1   | 0   | 4  | 0  | 4   | 7   |
| Frankrijk   | 3   | 1   | 2   | 0   | 3  | 1  | 2   | 5   |
| Zuid-Korea  | 3   | 1   | 1   | 1   | 3  | 4  | −1  | 4   |
| Togo        | 3   | 0   | 0   | 3   | 1  | 6  | −5  | 0   |

|                                               |                                    |       |           |                                                                               |
| 13 juni 2006 «onderlinge duels» 15:00 (UTC+2) | Zuid-Korea                         | 2 – 1 | Togo      | Commerzbank-Arena, Frankfurt Toeschouwers: 48.000 Scheidsrechter: Graham Poll |
| 13 juni 2006 «onderlinge duels» 15:00 (UTC+2) | Lee Chun-soo 54' Ahn Jung-hwan 72' |       | 31' Kader | Commerzbank-Arena, Frankfurt Toeschouwers: 48.000 Scheidsrechter: Graham Poll |

|                                               |           |       |             |                                                                                     |
| 13 juni 2006 «onderlinge duels» 18:00 (UTC+2) | Frankrijk | 0 – 0 | Zwitserland | Mercedes-Benz Arena, Stuttgart Toeschouwers: 52.000 Scheidsrechter: Valentin Ivanov |
| 13 juni 2006 «onderlinge duels» 18:00 (UTC+2) |           |       |             | Mercedes-Benz Arena, Stuttgart Toeschouwers: 52.000 Scheidsrechter: Valentin Ivanov |

|                                               |           |       |                  |                                                                               |
| 18 juni 2006 «onderlinge duels» 21:00 (UTC+2) | Frankrijk | 1 – 1 | Zuid-Korea       | Zentralstadion, Leipzig Toeschouwers: 43.000 Scheidsrechter: Benito Archundia |
| 18 juni 2006 «onderlinge duels» 21:00 (UTC+2) | Henry 9'  |       | 81' Park Ji-sung | Zentralstadion, Leipzig Toeschouwers: 43.000 Scheidsrechter: Benito Archundia |

|                                               |      |                       |             |                                                                                  |
| 19 juni 2006 «onderlinge duels» 15:00 (UTC+2) | Togo | 0 – 2                 | Zwitserland | Signal Iduna Park, Dortmund Toeschouwers: 65.000 Scheidsrechter: Carlos Amarilla |
| 19 juni 2006 «onderlinge duels» 15:00 (UTC+2) |      | 16' Frei 88' Barnetta |             | Signal Iduna Park, Dortmund Toeschouwers: 65.000 Scheidsrechter: Carlos Amarilla |

|                                               |      |                      |           |                                                                                  |
| 23 juni 2006 «onderlinge duels» 21:00 (UTC+2) | Togo | 0 – 2                | Frankrijk | RheinEnergieStadion, Keulen Toeschouwers: 45.000 Scheidsrechter: Jorge Larrionda |
| 23 juni 2006 «onderlinge duels» 21:00 (UTC+2) |      | 55' Vieira 61' Henry |           | RheinEnergieStadion, Keulen Toeschouwers: 45.000 Scheidsrechter: Jorge Larrionda |

|                                               |                       |       |            |                                                                           |
| 23 juni 2006 «onderlinge duels» 21:00 (UTC+2) | Zwitserland           | 2 – 0 | Zuid-Korea | AWD-Arena, Hannover Toeschouwers: 43.000 Scheidsrechter: Horacio Elizondo |
| 23 juni 2006 «onderlinge duels» 21:00 (UTC+2) | Senderos 23' Frei 77' |       |            | AWD-Arena, Hannover Toeschouwers: 43.000 Scheidsrechter: Horacio Elizondo |

## Wedstrijden gedetailleerd
WK voetbal 2006 (Groep G) Zuid-Korea - Togo
WK voetbal 2006 (Groep G) Frankrijk - Zuid-Korea
WK voetbal 2006 (Groep G) Zwitserland - Zuid-Korea
KFA · A-internationals · Selecties · Bondscoaches · Zuid-Koreaans vrouwenelftal · Olympisch elftal · Zuid-Korea U21 · Zuid-Korea U20 · Zuid-Korea U19 · Zuid-Korea U18 · Zuid-Korea U17
1940 – 1949 ·
1950 – 1959 ·
1960 – 1969 ·
1970 – 1979 ·
1980 – 1989 ·
1990 – 1999 ·
2000 – 2009 ·
2010 – 2019 ·
2020 − 2029
WK 1954 · 
WK 1986 · 
WK 1990 · 
WK 1994 · 
WK 1998 · 
WK 2002 · 
WK 2006 · 
WK 2010 · 
WK 2014 · 
WK 2018
OS 1948 ·
OS 1964 ·
OS 1988 ·
OS 1992 ·
OS 1996 ·
OS 2000 ·
OS 2004 ·
OS 2008 ·
OS 2012 ·
OS 2016 ·
OS 2020
1948 ·
1949 ·
1950 · 
1951 · 1952 · 
1953 · 
1954 · 
1955 · 
1956 · 
1957 · 
1958 · 
1959 ·
1960 · 
1961 · 
1962 · 
1963 · 
1964 · 
1965 · 
1966 · 
1967 · 
1968 · 
1969 ·
1970 · 
1971 · 
1972 · 
1973 · 
1974 · 
1975 · 
1976 · 
1977 · 
1978 · 
1979 ·
1980 · 
1981 · 
1982 · 
1983 · 
1984 · 
1985 · 
1986 · 
1987 · 
1988 · 
1989 ·
1990 ·
1991 · 
1992 · 
1993 · 
1994 · 
1995 · 
1996 · 
1997 · 
1998 · 
1999 · 
2000 · 
2001 · 
2002 · 
2003 · 
2004 · 
2005 · 
2006 · 
2007 · 
2008 · 
2009 · 
2010 · 
2011 ·
2012 ·
2013 ·
2014 ·
2015 ·
2016 ·
2017 ·
2018 ·
2019 ·
2020 ·
2021 ·
2022 ·
2023 ·
2024
Afghanistan ·
Algerije ·
Angola ·
Argentinië ·
Australië ·
Bahrein ·
Bangladesh ·
België ·
Bolivia ·
Bosnië en Herzegovina ·
Brazilië ·
Brunei ·
Bulgarije ·
Burkina Faso ·
Cambodja ·
Canada ·
Chili ·
China ·
Colombia ·
Costa Rica ·
Cuba ·
Denemarken ·
Duitsland ·
Ecuador ·
Egypte ·
El Salvador ·
Engeland ·
Filipijnen ·
Finland ·
Frankrijk ·
Georgië ·
Ghana ·
Griekenland ·
Guam ·
Guatemala ·
Haïti ·
Honduras ·
Hongarije ·
Hongkong ·
IJsland ·
India ·
Indonesië ·
Irak ·
Iran ·
Israël ·
Italië ·
Ivoorkust ·
Jamaica ·
Japan ·
Jemen ·
Joegoslavië ·
Jordanië ·
Kameroen ·
Kazachstan ·
Kenia ·
Kirgizië ·
Koeweit ·
Kroatië ·
Laos ·
Letland ·
Libanon ·
Libië ·
Luxemburg ·
Macau ·
Malediven ·
Maleisië ·
Mali ·
Malta ·
Marokko ·
Mexico ·
Moldavië ·
Mongolië ·
Myanmar ·
Nederland ·
Nepal ·
Nieuw-Zeeland ·
Nigeria ·
Noord-Ierland ·
Noord-Korea ·
Noord-Macedonië ·
Noorwegen ·
Oekraïne ·
Oezbekistan ·
Oman ·
Pakistan ·
Palestina ·
Panama ·
Paraguay ·
Peru ·
Polen ·
Portugal ·
Qatar ·
Roemenië ·
Rusland ·
Saoedi-Arabië ·
Schotland ·
Senegal ·
Servië ·
Servië en Montenegro ·
Singapore ·
Slowakije ·
Soedan ·
Spanje ·
Sri Lanka ·
Syrië ·
Tadzjikistan ·
Taiwan ·
Thailand ·
Togo ·
Trinidad en Tobago ·
Tsjechië ·
Tunesië ·
Turkije ·
Turkmenistan ·
Uruguay ·
Venezuela ·
Verenigde Arabische Emiraten ·
Verenigde Staten ·
Vietnam ·
Wales ·
Wit-Rusland ·
Zambia ·
Zuid-Jemen ·
Zuid-Vietnam ·
Zweden ·
Zwitserland
Algerije (2014) · 
Australië (2015, 2) ·
België (2014) · 
Duitsland (2018) · 
Frankrijk (2006) · 
Griekenland (2010) ·
Mexico (2018) ·
Nigeria (2010) · 
Portugal (2022) · 
Rusland (2014) · 
Togo (2006) · 
Zweden (2018) ·
Zwitserland (2006)
1. ↑  https://www.standaard.be/cnt/dmf30052006_101
2. ↑  https://www.nieuwsblad.be/cnt/grdth85u
3. ↑  https://www.nieuwsblad.be/cnt/dmf13062006_072
4. ↑  https://www.nrc.nl/nieuws/2006/06/19/spelers-togo-missen-vliegtuig-om-premies-11147260-a709687
5. ↑  https://www.nu.nl/sport/717979/zidane-stopt-na-wk-met-voetballen.html
6. ↑  https://www.ed.nl/overig/wk-schoenafdruk-zidane-in-stadiondeur-leipzig~ad452823/
7. ↑  https://www.standaard.be/cnt/b328306060623
8. ↑  https://www.vi.nl/nieuws/zidane-mag-niet-sterven-als-oude-held
9. ↑  https://www.dw.com/en/france-lay-world-cup-ghosts-to-rest-with-spot-in-final-16/a-2066084
10. ↑  https://www.vi.nl/nieuws/advocaats-zuidkorea-stunt-tegen-frankrijk
11. ↑  https://www.blikopnieuws.nl/2006/advocaat-aan-de-slag-bij-zenit-st-petersburg